# خطوط كوبا الجوية
خطوط كوبا الجوية هي شركة الطيران الوطنية في بنما، يقع مقرها الرئيسي في العاصمة بنما، وتتخذ من مطار توكومين الدولي مركزاً لعملياتها، تقدم خطوط كوبا الجوية خدماتها لأكثر من 45 وجهة حول العالم، الشركة عضو في تحالف ستار.

## الوجهات
تقوم شركة خطوط كوبا الجوية حاليًا برحلات إلى 75 وجهة في 30 دولة في أمريكا الشمالية وأمريكا الوسطى وأمريكا الجنوبية ومنطقة البحر الكاريبي.

### اتفاقية الرمز المشترك
لدى خطوط كوبا الجوية اتفاقية الرمز المشترك مع الشركات التالية:
- طيران أوروبا[6]
- الخطوط الجوية الفرنسية
- خطوط آسيانا الجوية
- أفيانكا
- أزول البرازيل
- طيران الإمارات
- إيفا للطيران[7]
- Gol Transportes Aéreos
- أيبيريا (شركة طيران)
- الخطوط الجوية الملكية الهولندية
- لوفتهانزا
- الخطوط الجوية التركية[8]
- الخطوط الجوية المتحدة

## الأسطول

### الأسطول الحالي
اعتبارًا من فبراير 2023، تشغل خطوط كوبا الجوية أسطول من طائرات بوينغ:
| الطائرة                | في الخدمة | مطلوبة | الركاب       | الركاب     | الركاب     | ملاحظات                                                |
| الطائرة                | في الخدمة | مطلوبة | رجال الأعمال | السياحية   | المجموع    | ملاحظات                                                |
| ---------------------- | --------- | ------ | ------------ | ---------- | ---------- | ------------------------------------------------------ |
| بوينغ 737 الجيل القادم | 9         | —      | 12           | 112        | 124        | [ 12 ]                                                 |
| بوينغ 737 الجيل القادم | 9         | —      | 12           | 114        | 126        | [ 12 ]                                                 |
| بوينغ 737 الجيل القادم | 58        | —      | 16           | 138        | 154        | ستحول طائرتان منهما إلى طائرات شحن.                    |
| بوينغ 737 الجيل القادم | 58        | —      | 16           | 144        | 160        | ستحول طائرتان منهما إلى طائرات شحن.                    |
| بوينغ 737 الجيل القادم | 58        | —      | 16           | 150        | 166        | ستحول طائرتان منهما إلى طائرات شحن.                    |
| بوينغ 737 ماكس         | —         | 35     | يعلن لاحقًا   | يعلن لاحقًا | يعلن لاحقًا | أول مشغل في أمريكا اللاتينية لطائرة بوينج 737 ماكس 96. |
| بوينغ 737 ماكس         | 21        | 35     | 16           | 150        | 166        | أول مشغل في أمريكا اللاتينية لطائرة بوينج 737 ماكس 96. |
| بوينغ 737 ماكس         | 21        | 35     | 12           | 162        | 174        | أول مشغل في أمريكا اللاتينية لطائرة بوينج 737 ماكس 96. |
| بوينغ 737 ماكس         | —         | 15     | يعلن لاحقًا   | يعلن لاحقًا | يعلن لاحقًا | [ 17 ]                                                 |
| أسطول خطوط كوبا        |           |        |              |            |            |                                                        |
| بوينغ 737              | 1         | 1      | شحن          | شحن        | شحن        | بدأ التسليم في عام 2021.                               |
| المجموع                | 89        | 51     |              |            |            |                                                        |

### الأسطول التاريخي
كانت تشغل شركة خطوط كوبا سابقًا الطائرات التالية:
| الطائرة                | المجموع | أدخلت | سحبت | ملاحظات                                |
| ---------------------- | ------- | ----- | ---- | -------------------------------------- |
| بوينغ 707              | 1       | 1993  | 1994 |                                        |
| بوينغ 727              | 1       | 1985  | 1987 | مستأجرة من شركة طيران إيفرجرين الدولية |
| بوينغ 737              | 1       | 1980  | 1980 | مستأجرة من شركة طيران فلوريدا          |
| بوينغ 737              | 1       | 1988  | 1993 |                                        |
| بوينغ 737              | 21      | 1988  | 2005 |                                        |
| بوينغ 737              | 1       | 1988  | 1992 | تحطمت الرحلة 201                       |
| بوينغ 737 الجيل القادم | 11      | 1999  | 2020 |                                        |
| كونفير سي في -240      | 1       | 1968  | 1969 |                                        |
| كونفير سي في -240      | 1       | 1968  | 1974 |                                        |
| كورتيس سي-46 كوماندو   | 3       | 1956  | 1960 |                                        |
| دوغلاس سي-47 سكاي ترين | 3       | 1947  | 1982 |                                        |
| دوغلاس دي سي-6         | 1       | 1981  | 1982 |                                        |
| إمبراير اي-جت          | 15      | 2005  | 2020 |                                        |
| هوكر سايدلي إتش أس 748 | 2       | 1969  | 1978 |                                        |
| لوكهيد إل-188 اليكترا  | 3       | 1971  | 1986 |                                        |
| مارتن 4-0-4            | 1       | 1961  | 1965 |                                        |

## وصلات خارجية
- الموقع الرسمي للشركة (بالإنجليزية)
- تفاصيل أسطول خطوط كوبا الجوية (بالإنجليزية)